# Riedelia bidentata
Riedelia bidentata är en enhjärtbladig växtart som beskrevs av Theodoric Valeton. Riedelia bidentata ingår i släktet Riedelia och familjen Zingiberaceae. Inga underarter finns listade i Catalogue of Life.